# Subaru Impreza (2007)
La Subaru Impreza presentata nel 2007 rappresenta la terza generazione della autovettura compatta con quel nome costruita dalla casa automobilistica giapponese Subaru dal 2007 al 2013, quando è stata sostituita dalla quarta generazione.

## La presentazione
Al salone di Francoforte del 2007 la Subaru ha presentato la terza generazione della Impreza, che abbandona la classica forma a tre volumi delle due generazioni precedenti per abbracciare un nuovo andamento hatchback a due volumi e cinque porte con portellone posteriore. Questo cambiamento ha rappresentato una svolta decisiva per la Impreza, che in questa maniera ha visto abbandonare le forme della vettura che numerosi successi ha riscosso nel WRC.
Gli interni sono completamente nuovi e riprendono lo stile del grande SUV Tribeca: una nervatura satinata si sviluppa con un movimento ad ali, che trova il proprio centro nella consolle centrale e si sviluppa fino ad arrivare alle portiere.

## Impreza XV

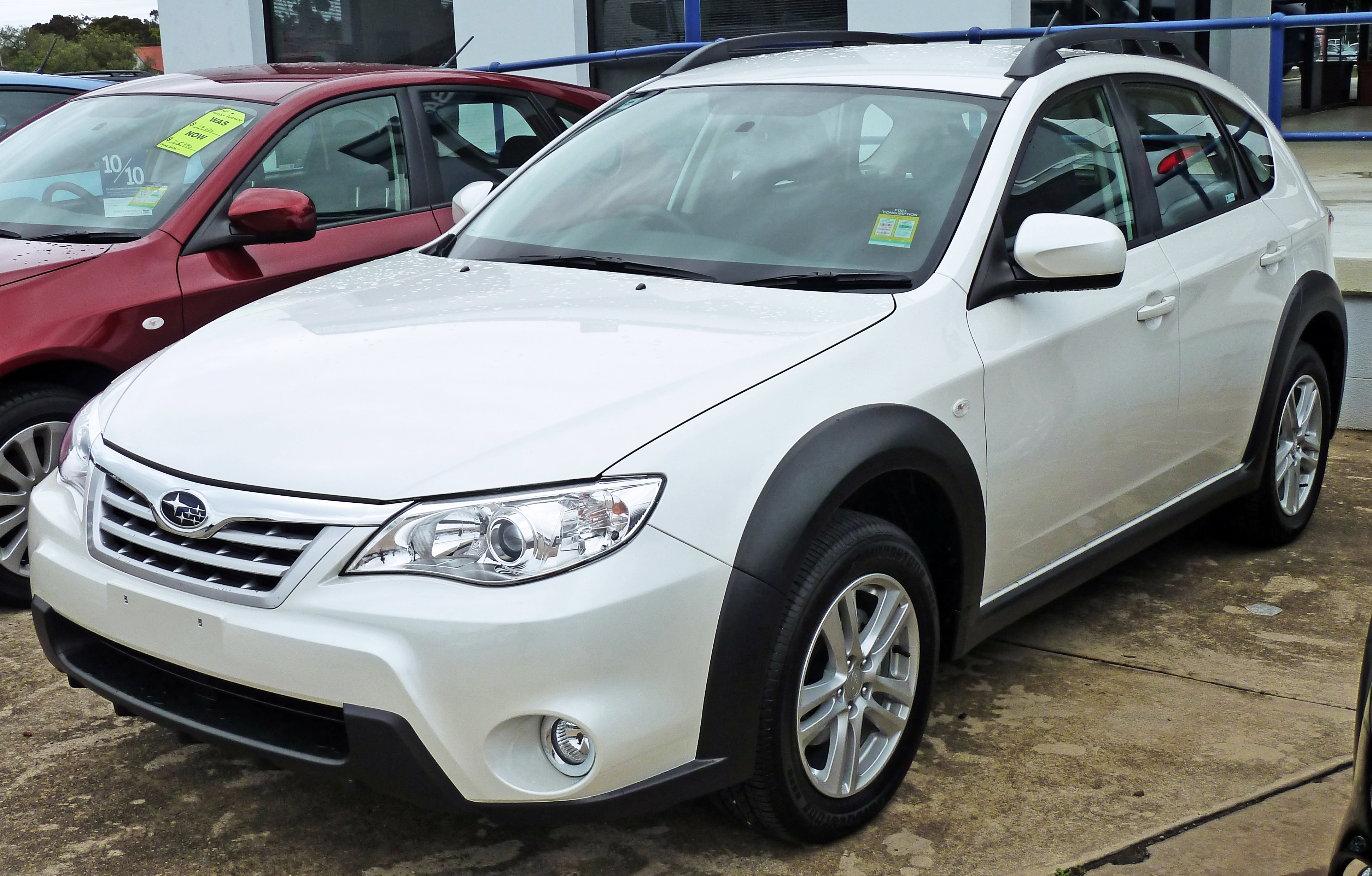
La Impreza XV

Nel 2009 è stata lanciata una versione in stile Crossover SUV della Subaru Impreza. Le modifiche, soprattutto estetiche, consistevano in protezioni in plastica ai fianchi ed ai paraurti, barre sul tetto e mascherina anteriore cromata, che la rendono simile alla Subaru Forester.
Era disponibile con un 2.0 a benzina da 150 CV, un 2.0 benzina e GPL ed un 2.0 common-rail diesel. Era disponibile solo nell'allestimento "Trend", che comprendeva airbag, Esp, cerchi in lega da 16 pollici, “clima” automatico, fendinebbia, sedili anteriori riscaldabili e radio con dieci altoparlanti, che dà la possibilità di gestire un lettore di mp3 esterno. Gli optional disponibili erano due: la vernice metallizzata (500 euro) e il cambio automatico (2.000) con soli quattro rapporti. La trazione è integrale, con differenziale centrale autobloccante; la ripartizione della coppia è fissa: al 50% alle ruote anteriori e al 50% a quelle posteriori. L'interno è spartano, con particolari in plastica e alluminio. I sedili, di tessuto, sono marroni al centro e neri all'esterno.

## Impreza WRX

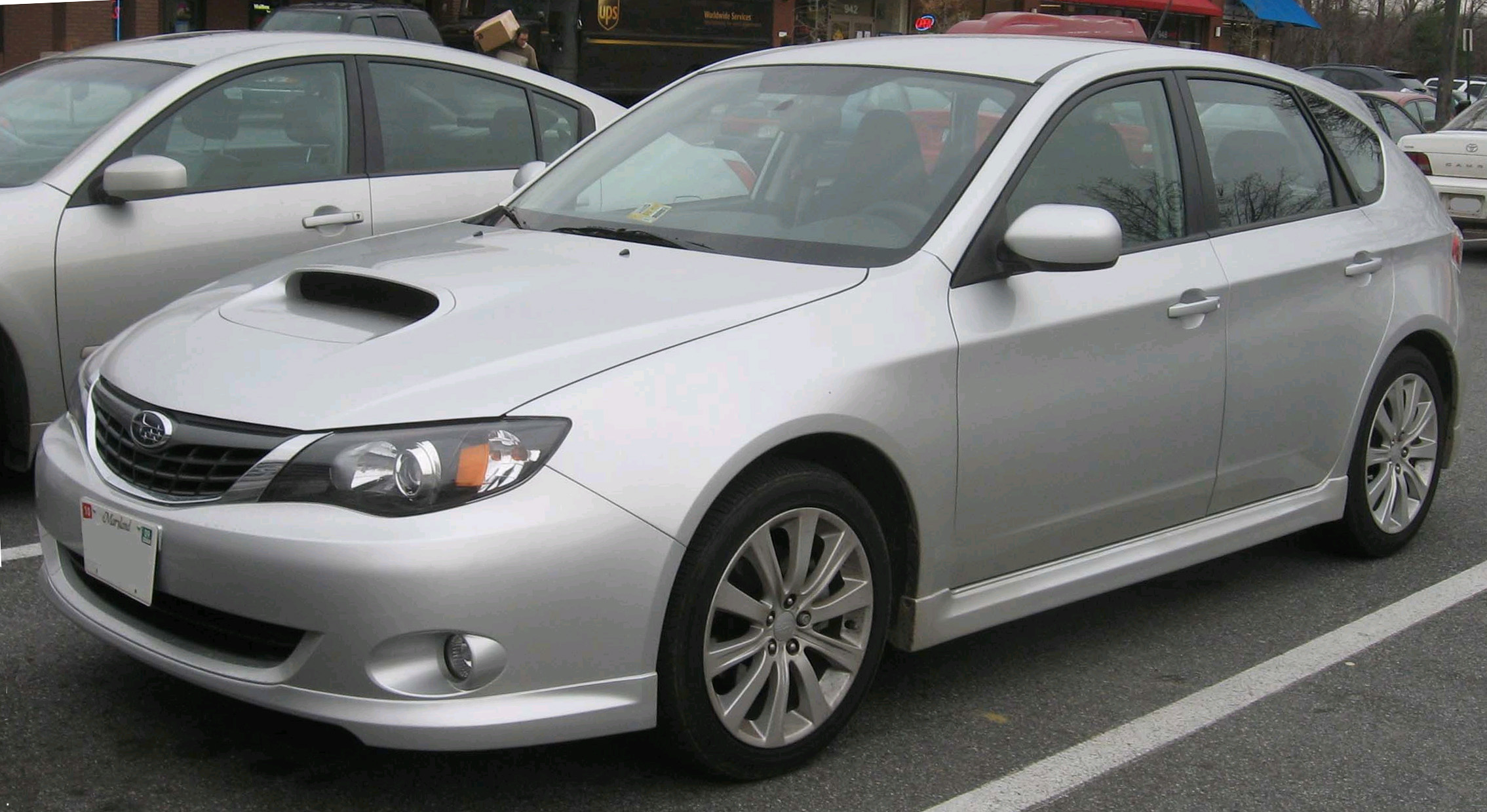
La Impreza WRX

La Subaru Impreza WRX ha debuttato il 2 aprile 2007. Nella maggior parte dei mercati viene chiamata solo WRX, tranne che Nord America e Giappone. Il motore della Impreza WRX è un 2.5 EJ255 turbo non molto diverso da quello della compatta. Questo motore aveva una potenza di 227 CV (169 kW), una coppia di 320 Nm ed era riconoscibile dalla caratteristica presa d'aria sul cofano. Era disponibile con un cambio automatico ed uno manuale, quest'ultimo preso dalla Subaru Legacy GT, ed un differenziale con sistema VDC (Veichle Dynamics Control).
Il peso ridotto e la trazione integrale permanente le permettevano di bruciare lo 0-100 in soli 5,8 secondi, che le permetteva di battere la sua rivale principale, la Mitsubishi Lancer Evolution. La Impreza WRX era disponibile anche come berlina, con un grande alettone sul bagagliaio.  Per l'anno 2009 Subaru ha rilasciato diverse modifiche. Il motore è stato potenziato fino a 265 CV e 331 Nm di coppia grazie ad un nuovo turbocompressore denominato IHI VF52. Grazie a questi miglioramenti, la Impreza WRX ora raggiunge i 100 km/h in soli 4,7 secondi. Sono stati aggiunti kit estetici opzionabili, come il WRX Premium, solo per la 5 porte, che consiste in uno spoiler STI, griglie anteriori aggiornate e cerchioni color canna di fucile all'esterno, mentre all'interno consisteva in pedali in alluminio, finiture color argento, cuciture rosse e loghi WRX. Nel 2010 è stato modificato il diffusore posteriore, che diventa più simile alla Impreza WRX STI.

## Impreza WRX STI

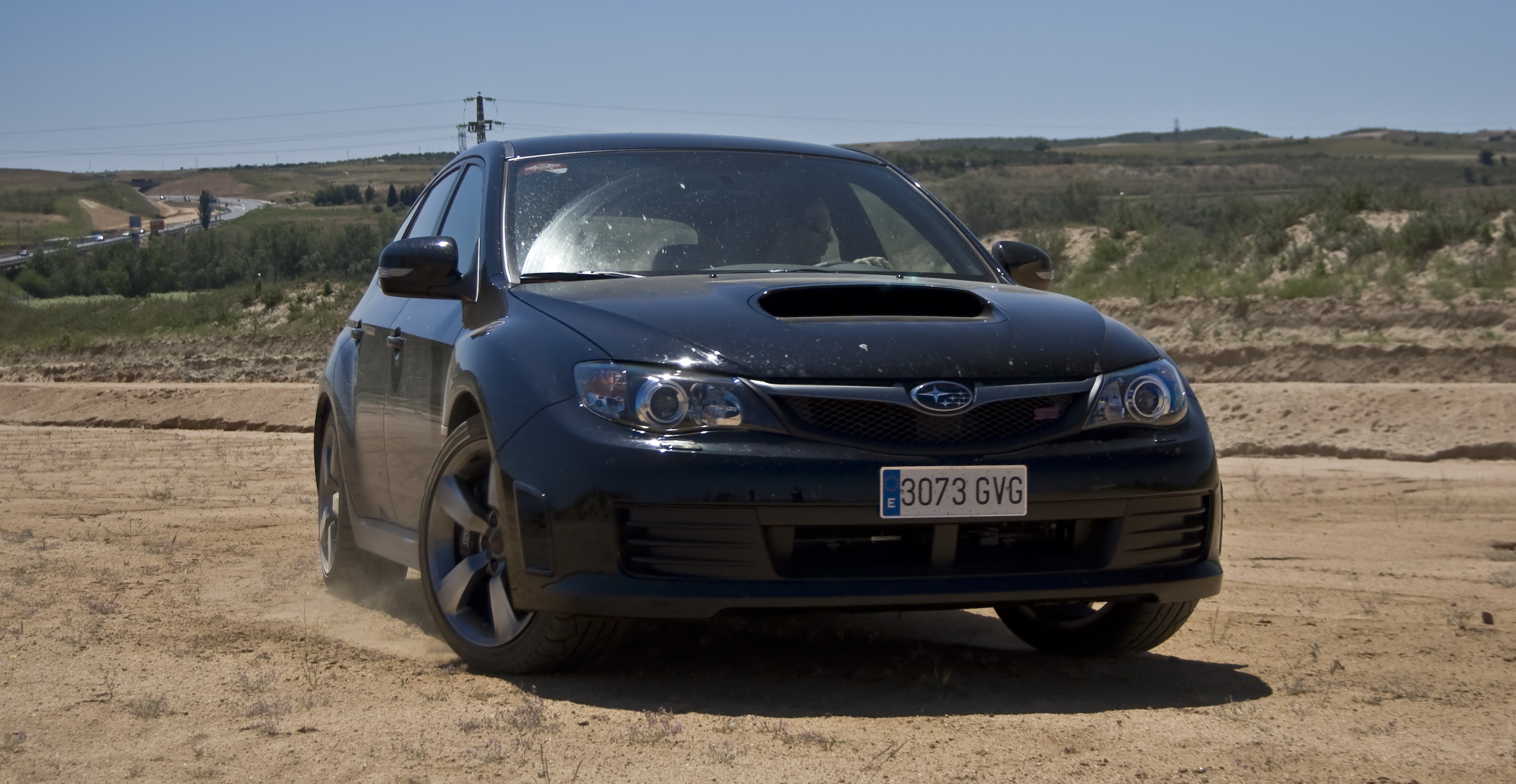
La Subaru Impreza WRX STI

La Subaru Impreza WRX STI ha debuttato al Salone dell'auto di Tokyo del 2007 come versione estrema della Impreza WRX. Era venduta con due motori: un 2.0 "EJ207" turbo da 308 CV, destinato al solo mercato giapponese, ed un 2.5 EJ257 turbo da 300 CV. Contrariamente a quanto si possa pensare, la WRX STI pesa di più rispetto alla WRX, perché la trasmissione è più robusta ed il telaio è rinforzato.
Esteticamente la WRX e la WRX STI sono molto simili, con la differenza che la STI ha un aspetto più massiccio, grazie ai parafanghi allargati, mentre meccanicamente sono più differenti. La STI, infatti, monta sospensioni in alluminio, controllo stabilità con tre funzioni: normale, trazione ed "off"; Subaru Intelligent Drive (SI-Drive), che regola potenza e controlli in base alle modalità selezionate: Intelligente, su strada, Sport, su strade deserte e piste, e Sport Sharp, solo per la pista; differenziale a slittamento limitato (DCCD).
Dal 2010 è disponibile anche come berlina quattro porte, caratterizzata da un'enorme ala sul bagagliaio posteriore, che si può rimuovere. Nello stesso anno è stato lanciato un lifting, che consiste in paraurti anteriori leggermente modificati, sospensioni rigide, barre antirollio più grandi e pneumatici dallo standard più ampio. Questo lifting ha migliorato sensibilmente le prestazioni in pista.

## Tecnica

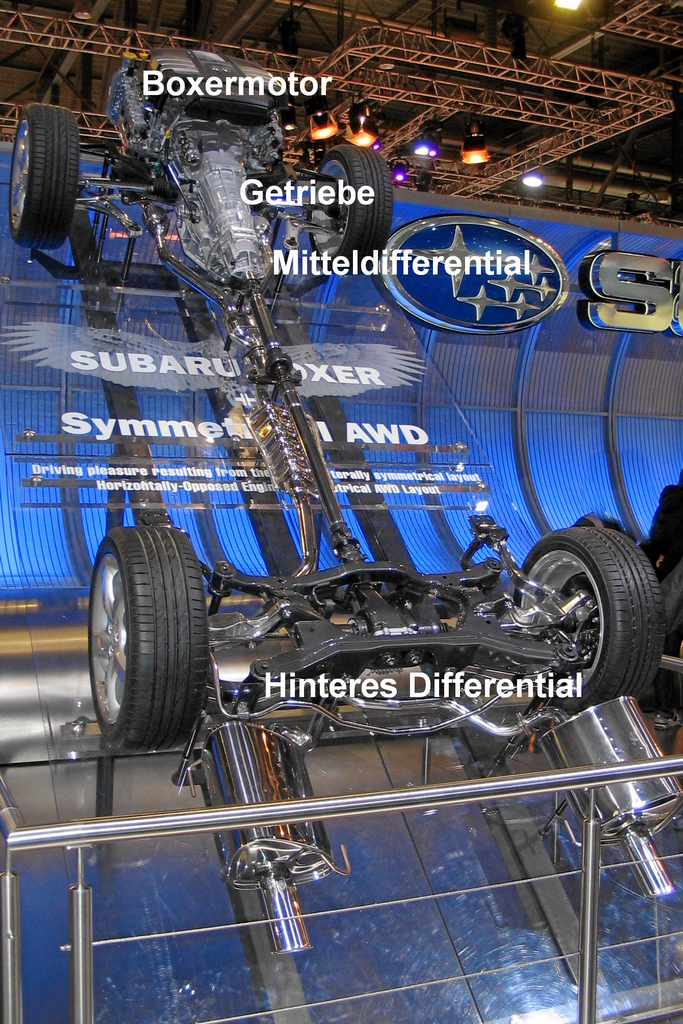
Subaru AWD

La lunghezza del corpo vettura è l'unica dimensione diminuita rispetto alla generazione precedente (passa infatti da 4,45 metri a 4,415 metri, 4 centimetri in meno), al contrario, in primo luogo, del passo (che cresce di quasi 10 cm), ma anche della larghezza (che aumenta di 5 cm) e dell'altezza (che sale di 36 mm).
La configurazione meccanica di base è sempre la stessa di casa Subaru: motore boxer longitudinale a 4 cilindri e trazione integrale permanente su tutte le versioni. Le sospensioni anteriori sono delle classiche MacPherson, mentre al retrotreno ci sono dei raffinati quadrilateri deformabili.
Per quanto riguarda il capitolo motori, possiamo annoverare ben sette diversi motori, di cui tre aspirati e quattro turbocompressi, di cui uno a gasolio (il primo motore boxer diesel per auto al mondo). Dei due più piccoli motori aspirati, viene inoltre commercializzata una variante a GPL.
I motori aspirati vengono abbinati ad un cambio manuale a 5 rapporti o, in alternativa, ad un cambio automatico con convertitore di coppia a 4 marce. La trasmissione manuale presenta anche un riduttore denominato Dual Range funzionante su tutti i rapporti ed inseribile a qualsiasi velocità azionando la levetta posta sul tunnel centrale; funzione della quale è priva la trasmissione automatica che però, dal canto suo, presenta una modalità di funzionamento sequenziale denominata Sportshift. La versione super sportiva WRX STi viene equipaggiata con un cambio manuale a 6 rapporti.
Sul medesimo telaio di questa Impreza viene realizzata anche la terza serie del SUV medio della casa giapponese, il Subaru Forester.

## Scheda tecnica
| Modello   | Motore | Cilindrata cm³ | Potenza                     | Coppia                         | Rapporto di compressione | 0–100 km/h, s | Velocità max (Km/h) | Consumo medio (l/100 km) |
| 1.5i man. | EJ15   | 1.498          | 79 kW (107 CV) a 6.000 RPM  | 142 N·m (14,5 kgm) a 3.200 RPM | 10,1:1                   | 14            | 175                 | 13,3                     |
| 1.5i aut. | EJ15   | 1.498          | 79 kW (107 CV) a 6.000 RPM  | 142 N·m (14,5 kgm) a 3.200 RPM | 10,1:1                   | 15,1          | 167                 | 13,3                     |
| 2.0i man. | EJ20   | 1.994          | 110 kW (150 CV) a 6.400 RPM | 196 N·m (20,0 kgm) a 3.200 RPM | 10,2:1                   | 9,6           | 193                 | 11,9                     |
| 2.0i aut. | EJ20   | 1.994          | 110 kW (150 CV) a 6.400 RPM | 196 N·m (20,0 kgm) a 3.200 RPM | 10,2:1                   | 11,6          | 182                 | 12,2                     |
| WRX STi   | EJ25   | 2.457          | 221 kW (300 CV) a 6.000 RPM | 407 N·m (41,5 kgm) a 4.000 RPM | 8,2:1                    | 5,2           | 250                 | 9,7                      |
| 2.0D      | EE20   | 1.998          | 110 kW (150 CV) a 3.600 RPM | 350 N·m (35,7 kgm) a 1.800 RPM | 16,3:1                   | 8,6           | 205                 | 5,9                      |

## Versioni speciali

### Impreza Cosworth STi CS400
Nel 2010 la Subaru realizzò la versione speciale Cosworth STi CS400 in soli 75 esemplari. Tramite diverse modifiche, il suo propulsore 2.5 Turbo riusciva ad erogare una potenza di 400 cv di potenza con coppia di 540 Nm di coppia. Ciò permetteva un'accelerazione da 0 a 100 km/h in 3,7 secondi, con velocità massima di 250 km/h limitata elettronicamente. In particolare gli interventi meccanici eseguiti implementavano motore a pistoni e turbocompressore modificati, bielle in acciaio ad alta resistenza, guarnizione della testata ridisegnata, pompa olio ad alta pressione, sistema di scarico di nuovo progetto e centralina elettronica con una nuova mappatura motore. Il telaio era stato arricchito con molle Eibach e ammortizzatori Bilstein che avevano ribassato l'assetto di 10 millimetri. Inoltre l'impianto frenante di serie era stato sostituito con una versione sportiva AP Racing con dischi da 355 millimetri e pinze freno a 6 pistoncini. Esternamente erano stati aggiunti nuovi paraurti anteriore, fendinebbia, griglia frontale e spoiler posteriore, nonché i cerchi in lega da 18 pollici e i vetri oscurati. All'interno erano stati invece inseriti una consolle centrale in carbonio e i sedili anteriori Recaro.